# Poli (Camerún)
Poli es una ciudad de Camerún de la región del Norte, cabeza del Departamento de Faro, con  5.727 habitantes.
Los habitantes de Poli suelen hablar el doyayo, una lengua de Camerún.